# ثدييات إفريقيا
تشمل تلك القائمة معظم الثدييات في إفريقيا.
- أسد

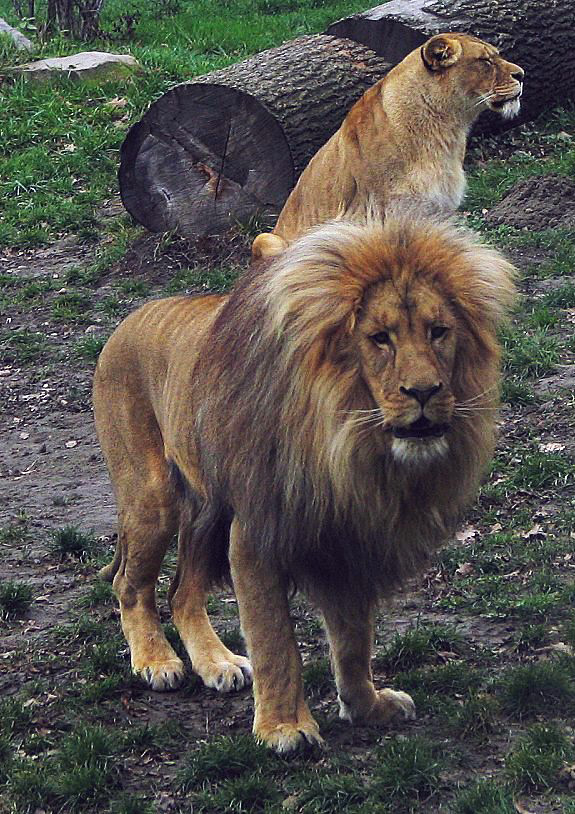
اسود أفريقية.

توجد الأسود في أفريقيا جنوب الصحراء الكبرى خاصتا بالشرق والجنوب كما انقرضت الأسود في شمال وأقصى جنوب أفريقيا وجميع السلالات المعاصرة تنتمى للأسود الأفريقية ماعدا الأسد الآسيوي.

2-ظبى العلند الشائع 
```
وينتشر في شرق 
وجنوب أفريقيا
.
```

3-نو ازرق 

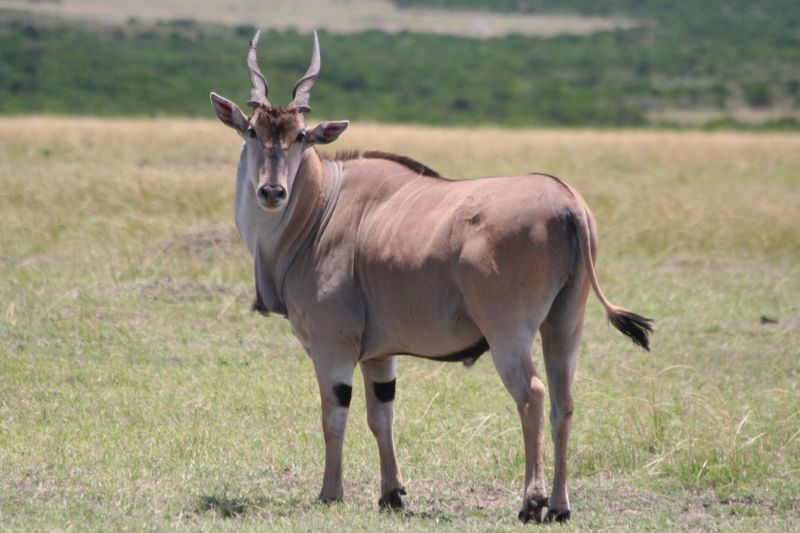
ظبى علند شائع

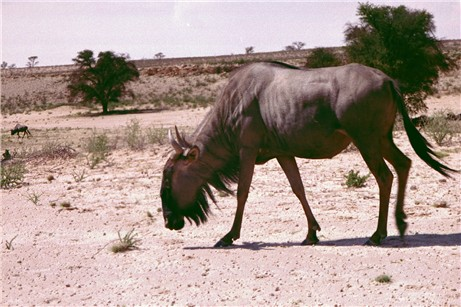
النو الأزرق

 يعيش النو الأزرق من جنوب أفريقيا حتى كينيا شمالا مرورا بموزمبيق وزامبيا وزيمبابوى وبيتسوانا وملاوى وتنزانيا.
4- فهد

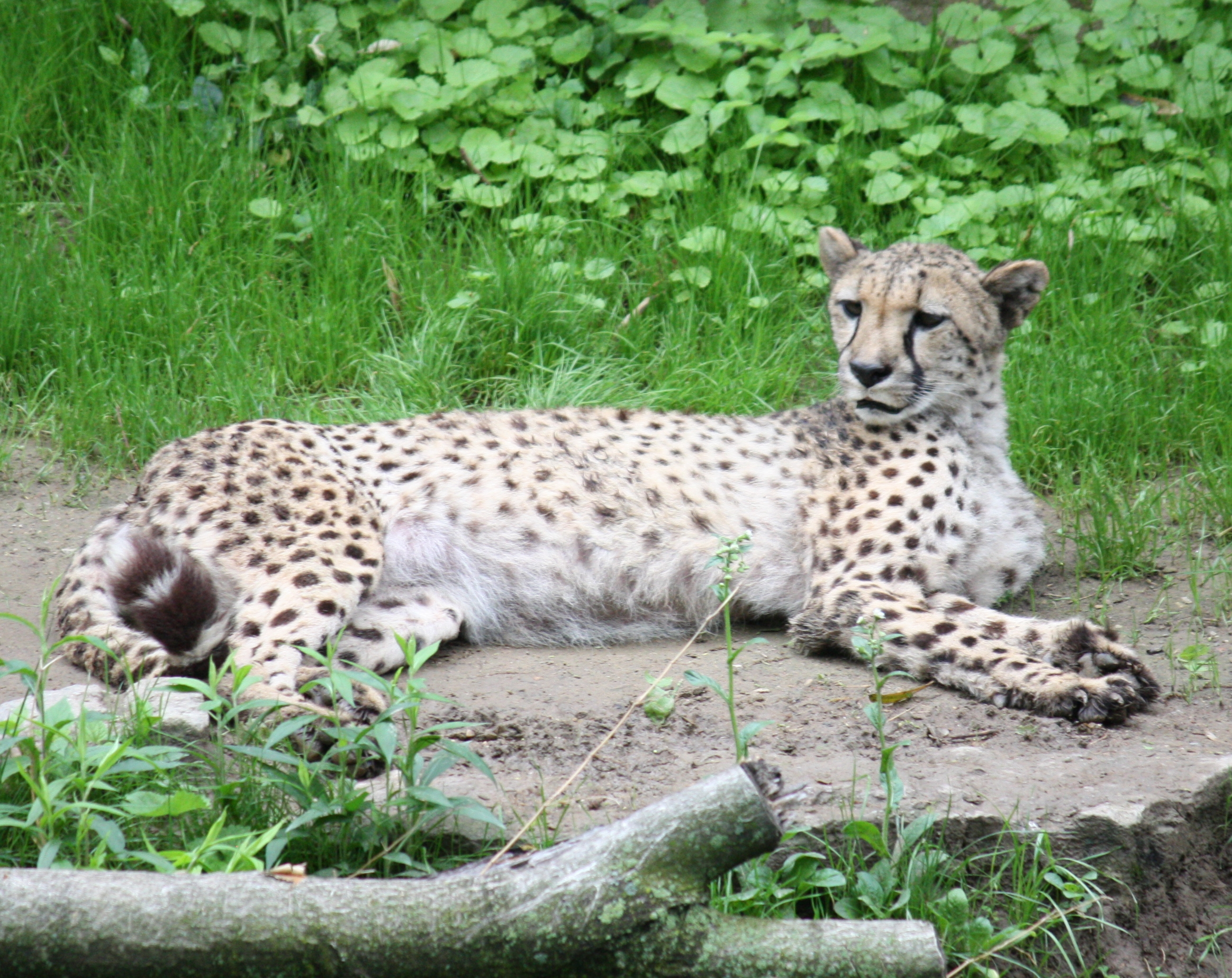
الفهد

يوجد جنوب الصحراء الكبرى كما يوجد البعض في مناطق بشمال القارة.

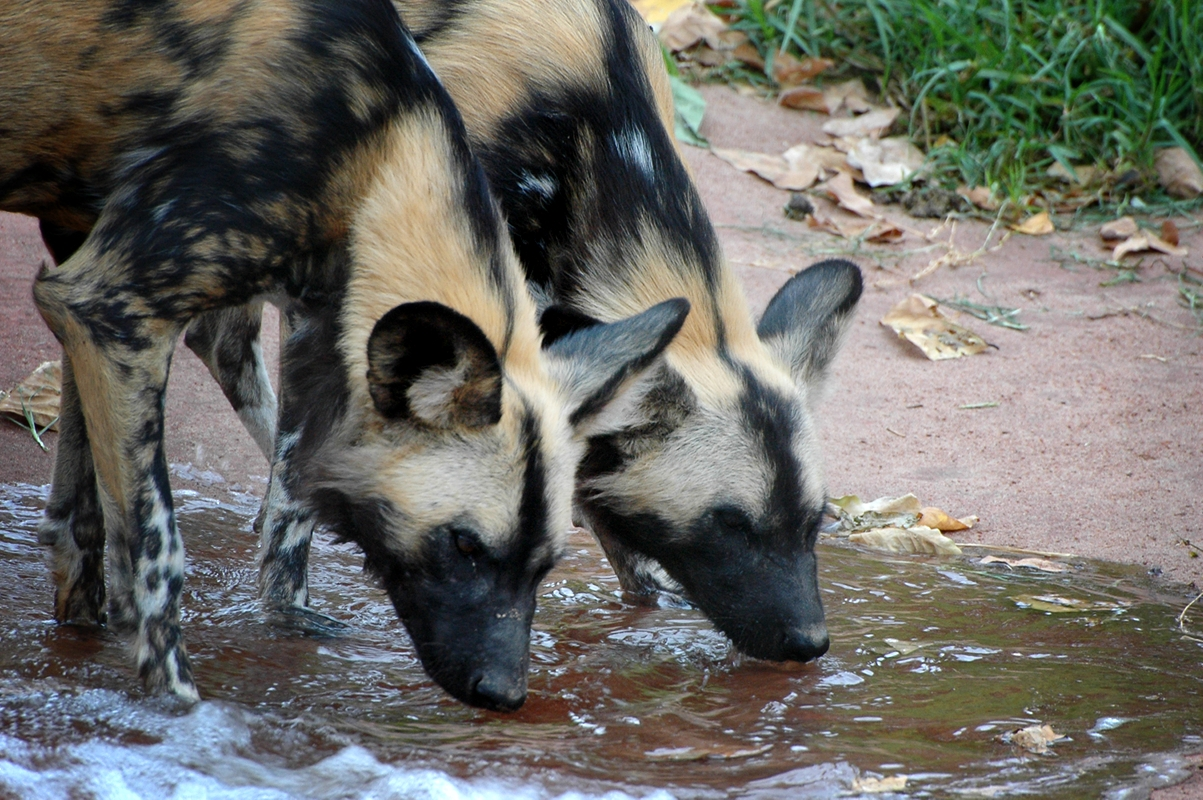
كلاب برية افريفية

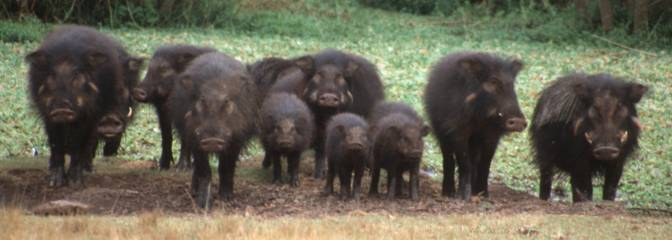
خنازير الغابة العملاقة

5-كلب برى افريقى
يوجد جنوب الصحراء الكبرى.
6-خنزير غابة عملاق